# Жіноча збірна Китайського Тайбею з хокею із шайбою
Жіноча збірна Китайського Тайбею з хокею із шайбою — національна жіноча збірна Китайського Тайбею, яка представляє свою країну на міжнародних змаганнях з хокею із шайбою. Функціонування команди забезпечується Федерацією хокею Китайського Тайбею, яка є членом ІІХФ. У країні налічується 102 хокеїстки.

## Історія
Збірна Китайського Тайбею брала участь у першому дивізіоні Кубку виклику Азії і двічі вигравала турнір у 2015 та 2016 роках.

## Результати

### Виступи на чемпіонатах світу
- 2017 – 1 місце (кваліфікація Дивізіону ІІВ)
- 2018 – 2 місце (Дивізіон ІІВ)
- 2019 – 1 місце (Дивізіон ІІВ)
- 2022 – 4 місце (Дивізіон ІІА)
- 2023 – 4 місце (Дивізіон ІІА)
- 2024 – 4 місце (Дивізіон ІІА)
- 2025 – 4 місце (Дивізіон ІІА)

### Виступи на Азійському Кубку Виклику
2015
| Збірна            | М | В | ВО | ПО | П | Ш    | О  | Китайський Тайбей | Таїланд | Гонконг |
| ----------------- | - | - | -- | -- | - | ---- | -- | ----------------- | ------- | ------- |
| Китайський Тайбей | 4 | 4 | 0  | 0  | 0 | 24-2 | 12 |                   | 3-1     | 7-0     |
| Таїланд           | 4 | 1 | 0  | 0  | 3 | 7-14 | 3  | 1-7               |         | 3-1     |
| Гонконг           | 4 | 1 | 0  | 0  | 3 | 4-19 | 3  | 0-7               | 3-2     |         |

2016
| М | Збірна            | І | В | ВО | ПО | П | Ш     | О  | 1    | 2    | 3    | 4    | 5    |
| - | ----------------- | - | - | -- | -- | - | ----- | -- | ---- | ---- | ---- | ---- | ---- |
| 1 | Китайський Тайбей | 4 | 4 | 0  | 0  | 0 | 57:2  | 12 |      | 8-1  | 15-1 | 21-0 | 13-0 |
| 2 | Таїланд           | 4 | 3 | 0  | 0  | 1 | 36:14 | 9  | 1-8  |      | 9-3  | 14-2 | 12-1 |
| 3 | Сінгапур          | 4 | 2 | 0  | 0  | 2 | 16:26 | 6  | 1-15 | 3-9  |      | 4-1  | 8-1  |
| 4 | Малайзія          | 4 | 1 | 0  | 0  | 3 | 9:42  | 3  | 0-21 | 2-14 | 1-4  |      | 6-3  |
| 5 | Індія             | 4 | 0 | 0  | 0  | 5 | 5:39  | 4  | 0-13 | 1-12 | 1-8  | 3-6  |      |